# Ołeh Tymczenko
Ołeh Ołeksandrowycz Tymczenko (ukr. Олег Олександрович Тимченко; ur. 27 kwietnia 1978 w Charkowie, Ukraińska SRR) – ukraiński hokeista, reprezentant Ukrainy. Trener hokejowy.
Jego syn Swiatosław (ur. 2001) także został hokeistą.

## Kariera zawodnicza
- Smiths Falls Bears (1995/1996)
- Muskoka Bears (1995/1996)
- Rouyn-Noranda Huskies (1996-1997)
- Baie-Comeau Drakkar (1997-1999)
- Huskies de Rouyn-Noranda (1999)
- Greensboro Generals (1999-2001)
- Florida Everblades (2001)
- New Orleans Brass (2001)
- Donbas Donieck (2001-2002)
- Drużba-78 Charków (2002-2003)
- Friesland Flyers (2003-2005)
  -  HK Mohylew (2004)
- Ritten Sport (2005-2006)
- HK Nioman Grodno (2006-2007)
- Chimik-SKA Nowopołock (2007-2009)
  -  HK Homel (2008)
- Junost' Mińsk (2009-2014)
  -  Junior Mińsk (2013)
- Mietałłurg Żłobin (2014)
- HK Szachcior Soligorsk (2014-2015)

Wychowanek klubu Drużba-78 Charków. Od czerwca 2011 zawodnik Junosti Mińsk. Od lipca 2014 w białoruskim klubie Mietałłurg Żłobin. Od 19 października 2014 zawodnik Szachciora Soligorsk.
Uczestniczył w turniejach mistrzostw świata w 2004, 2005 (Elita), 2009, 2010, 2011, 2012, 2013, 2014 (Dywizja I).

## Kariera trenerska
Latem 2015 zakończył karierę zawodniczą i podjął pracę trenerską z grupami dziecięcymi w Chersoniu.
Objął stanowisko dyrektora tamtejsze szkoły młodzieżowej DjuSSz oraz drugiego trenera drużyny seniorskiej klubu Dnipro Chersoń, w maju 2018 zgłoszonego do Ukraińskiej Hokejowej Ligi edycji 2018/2019 (głównym szkoleniowcem został Dmytro Pidhurski). Na początku lutego 2021 ogłoszono, że został p.o. głównego trenera zastępując Pidhurskiego. W połowie 2021 został ogłoszony nowym szkoleniowcem drużyny HK Kramatorsk.

## Sukcesy
Reprezentacyjne
- Awans do MŚ Dywizji I Grupy A: 2013

Klubowe
- Złoty medal mistrzostw Białorusi: 2009, 2010, 2011 z Junostią Mińsk
- Puchar Kontynentalny: 2011 z Junostią Mińsk
- Drugie miejsce w Pucharze Kontynentalnym (2 razy): 2010, 2012 z Junostią Mińsk
- Puchar Białorusi: 2009, 2010 z Junostią Mińsk
- Srebrny medal mistrzostw Białorusi: 2014 z Junostią Mińsk
- Złoty medal mistrzostw Białorusi: 2015 z Szachciorem Soligorsk

Indywidualne
- Ekstraliga białoruska w hokeju na lodzie (2008/2009):
  - Pierwsze miejsce w klasyfikacji kanadyjskiej: 59 punktów
- Ekstraliga białoruska w hokeju na lodzie (2009/2010):
  - Pierwsze miejsce w klasyfikacji strzelców w sezonie zasadniczym: 32 gole (ex aequo)[12]
  - Drugie miejsce w klasyfikacji asystentów w sezonie zasadniczym: 37 asyst[13]
  - Drugie miejsce w klasyfikacji kanadyjskiej w sezonie zasadniczym: 69 punktów[14]
- Ekstraliga białoruska w hokeju na lodzie (2010/2011):
  - Pierwsze miejsce w klasyfikacji strzelców w fazie play-off: 10 goli[15]
  - Piąte miejsce w klasyfikacji asystentów w fazie play-off: 8 asyst[16]
  - Trzecie miejsce w klasyfikacji kanadyjskiej w fazie play-off: 18 punktów[17]
- Mistrzostwa Świata w Hokeju na Lodzie 2011/I Dywizja Grupa B:
  - Pierwsze miejsce w klasyfikacji strzelców turnieju: 4 gole
- Ekstraliga białoruska w hokeju na lodzie (2011/2012):
  - Szóste miejsce w klasyfikacji strzelców w sezonie zasadniczym: 22 gole[18]
- Mistrzostwa Świata w Hokeju na Lodzie 2013/I Dywizja Grupa B:
  - Drugie miejsce w klasyfikacji strzelców: 5 goli
  - Pierwsze miejsce w klasyfikacji kanadyjskiej: 10 punktów
  - Najlepszy napastnik turnieju[19]
- Ekstraliga białoruska w hokeju na lodzie (2013/2014):
  - Czwarte miejsce w klasyfikacji strzelców w sezonie zasadniczym: 25 goli[20]
  - Piąte miejsce w klasyfikacji kanadyjskiej w sezonie zasadniczym: 48 punktów[21]
  - Pierwsze miejsce w klasyfikacji strzelców w fazie play-off: 9 goli[22]
  - Czwarte miejsce w klasyfikacji kanadyjskiej w fazie play-off: 16 punktów[23]